# Distrito electoral de Glasgow (Illinois)
Glasgow (en inglés: Glasgow Precinct) es un distrito electoral ubicado en el condado de Scott en el estado estadounidense de Illinois. En el Censo de 2010 tenía una población de 359 habitantes y una densidad poblacional de 4,4 personas por km².

## Geografía
Según la Oficina del Censo de los Estados Unidos, tiene una superficie total de 81.65 km², de la cual 80.6 km² corresponden a tierra firme y (1.28%) 1.05 km² es agua.

## Demografía
Según el censo de 2010, había 359 personas residiendo. La densidad de población era de 4,4 hab./km². De los 359 habitantes, estaba compuesto por el 97.77% blancos, el 0.28% eran afroamericanos, el 0.84% eran amerindios, el 0% eran asiáticos, el 0% eran isleños del Pacífico, el 0% eran de otras razas y el 1.11% pertenecían a dos o más razas. Del total de la población el 0.84% eran hispanos o latinos de cualquier raza.